# Бирмер, Михаэль Антон
Михаэль Антон Бирмер (нем. Michael Anton Biermer; 18 октября 1827, Бамберг — 15 октября 1892, Шёнеберг) — немецкий врач-терапевт.

## Биография
Родился в Бамберге 18 октября 1827 года.
Учился в Вюрцбургском университете у Рудольфа Вирхова, в 1851 году получил звание доктора медицины. В 1855 году он получил хабилитацию по специальности внутренняя медицина, а в 1856 году был назначен приват-доцентом на медицинском факультете. 
В 1861 году перешёл на кафедру внутренней медицины в Бернском университете, с 1867 года преподавал в Цюрихском университете, а в 1874 году перешёл в Силезский университет Фридриха-Вильгельма в Бреслау, где на 1881/82 учебный год он был избран ректором университета, а в 1891 году вышел в отставку по болезни.
Среди учеников Бирмера были, в частности, Эмиль Теодор Кохер (в Цюрихе) и Альберт Найсер и Генрих Унферрихт (в Бреслау).
Основные труды были посвящены болезням органов дыхания и крови. Бирмер разрабатывал вопросы диагностики на основе сопоставления данных непосредственного обследования больного и патолого-анатомического исследования. Он был первым, кто подробно описал злокачественную анемию в 1872 году в сочинении: «О своеобразной форме прогрессирующей анемии», независимо и значительно более подробно, чем в более ранней работе Томаса Аддисона; эта болезнь по-прежнему называется иногда болезнью Аддисона - Бирмера.
Скончался в Шёнеберге под Берлином 15 октября 1892 года.